# Любарский, Николай Маркович
Николай (Ной) Маркович Люба́рский (1887, Одесса — 11 марта 1938, Ухтпечлаг) — участник революционного движения в России, советский партийный и государственный деятель, дипломат.

## Биография
Родился в Одессе в еврейской семье. В 1905 году вступил в РСДРП. В результате преследований в 1908—1917 годах находился в эмиграции в Бельгии, Италии, Франции и США.
В 1917 году из Америки вернулся на Дальний Восток. Включился в партийную работу во Владивостоке (1917—1918).
В 1918 году Н. М. Любарский был направлен на дипломатическую работу — секретарём полномочного представительства Советской России в Швейцарии.
Затем работал в Наркомате иностранных дел.
В период гражданской войны был назначен чрезвычайным уполномоченным ЦК РКП(б) и ЦИК в Ярославской губернии.
В 1919—1920 годах находился на нелегальной работе в Берлине, работая в Западноевропейском секретариате Коминтерна.
В 1920 году направлен специальный представителем Исполнительного комитета Коммунистического интернационала в Итальянской социалистической партии (ИСП).
После раскола ИСП и создания в 1921 году Итальянской коммунистической партии, отправлен эмиссаром ИККИ во вновь созданную Чехословацкую социал-демократическую партию (левую), принявшую решение о вступлении в Коминтерн.
В 1922—1923 годах — полномочный представитель РСФСР в Монголии.
В 1923 году — на хозяйственной работе. Был сотрудником Центросоюза.
Затем в течение семи лет с 1929 по 1936 год — заведовал редакционно-издательским отделом Международного аграрного института при Исполкоме Коминтерна.
В 1937 году был арестован и заключён в Ухтинско-Печорский исправительно-трудовой лагерь.
5 января 1938 года приговорён «тройкой» при УНКВД Архангельской области по обвинению по ст. 58-10 и 58-11 в контрреволюционной деятельности к расстрелу.
Приговор был приведён в исполнение 11 марта 1938 года. Место захоронения — Новая Ухтарка.